# Nagoldtal (Landschaftsschutzgebiet, Landkreis Freudenstadt)
Das Landschaftsschutzgebiet Nagoldtal ist ein mit Verordnung der Unteren Naturschutzbehörde beim Landratsamt Freudenstadt vom 1. Juli 1991 ausgewiesenes Landschaftsschutzgebiet (LSG-Nummer 2.37.044).

## Lage und Beschreibung
Das 555,0 Hektar große Landschaftsschutzgebiet liegt westlich von Grömbach und gehört zum Naturraum Schwarzwald-Randplatten. Die Nagoldtalsperre liegt im Schutzgebiet. Im Norden befindet sich das gleichnamige Landschaftsschutzgebiet Nagoldtal mit der LSG-Nummer 2.35.037, das vom Landkreis Calw verwaltet wird.
Laut Schutzgebietssteckbrief handelt es sich um einen naturnahen Landschaftsteil mit zusammenhängenden Wiesenauen, großen Waldanteilen und Stausee mit überregionaler Erholungsfunktion.

## Schutzzweck
Wesentlicher Schutzzweck ist die naturnahe Erhaltung des Nagoldtals. Die charakteristischen Landschaftsteile sollen für die Erholungsnutzung gesichert werden und das Gebiet soll vor weiterer Zersiedlung geschützt werden.